# Les Vacances (roman)
Pour les articles homonymes, voir Les Vacances.
Les Vacances est un roman de Julie Wolkenstein publié le 17 août 2017 aux éditions P.O.L et ayant reçu le prix des Deux Magots en janvier 2018.

## Éditions
- P.O.L, 2017  (ISBN 978-2-8180-4266-3)[2].